# Seiya Satsukida
Seiya Satsukida (japanisch 五月田 星矢 Satsukida Seiya; * 18. April 2002 in der Präfektur Kanagawa) ist ein japanischer Fußballspieler.

## Karriere
Seiya Satsukida erlernte das Fußballspielen in der Jugendmannschaft von V-Varen Nagasaki. Hier unterschrieb er am 1. Februar 2021 seinen ersten Vertrag. Der Verein aus Nagasaki, einer Stadt in der gleichnamigen Präfektur Nagasaki, spielt in der zweiten japanischen Liga. Sein Zweitligadebüt gab Seiya Satsukida am 26. März 2022 (6. Spieltag) im Heimspiel gegen Zweigen Kanazawa. Hier wurde er in der 80. Minute für Takashi Sawada eingewechselt. Zweigen gewann das Spiel durch ein Tor von Kyōhei Sugiura mit 1:0. Von Mitte August 2023 wurde er bis Saisonende 2023 an den Viertligisten Reilac Shiga ausgeliehen. Für den Verein aus Kusatsu bestritt er drei Ligaspiele. Nach der Ausleihe kehrte er Ende Januar 2024 wieder nach Nagasaki zurück. Ende August 2024 wechselte er bis Saisonende 2024 auf Leihbasis zum Drittligisten Tegevajaro Miyazaki. Für den Verein aus Miyazaki bestritt er neun Ligaspiele. Nach der Ausleihe wurde er im Februar 2025 von Tegevajaro fest unter Vertrag genommen.